# Perneb
Perneb ist der Name eines frühägyptischen Priesters und Königssohns, der zu Beginn der 2. Dynastie lebte und wirkte. 

## Zur Person
Pernebs Name erscheint auf Krugsiegeln aus dem Galeriegrab B unter dem Aufweg zur Unas-Pyramide in Sakkara, das den Königen Hetepsechemui und Nebre gleichermaßen zugesprochen wird. Daher kann auch nicht genau bestimmt werden, ob Perneb der Sohn des Hetepsechemui oder des Nebre war. Seine Grabstätte ist unbekannt.
Perneb trägt einen für die Frühzeit sehr seltenen Titel: Er war Priester des Sopdu. Dessen Kultzentrum lag zu dieser Zeit vermutlich im östlichen Nildelta bei einer Stadt, die auf den Tonsiegeln „Iptiu“ genannt wird. Der Ort konnte bislang nicht geografisch lokalisiert werden. Pernebs Name erscheint auch auf Steingefäßen des Königs Ninetjer, beide Namen erscheinen in Zusammenhang mit der Versorgung des Königshauses (Per-nesu-djefa-Perneb).